# Norstar (schip, 1974)
De Norstar was een roroferry van P&O Ferries (en daarvoor North-Sea Ferries/Noordzee Veerdiensten) die initieel voer op de lijn Rotterdam-Hull en later op de lijn Zeebrugge-Hull. Dit gebeurde samen met het zusterschip Norland.
In 2001 werden de schepen verkocht aan de Italiaanse rederij SNAV en daarna voeren zij op de lijn Napels-Palermo als SNAV Campania en SNAV Sicilia. In 2010 werden beide schepen verkocht voor sloop aan India

## Dienst Rotterdam-Hull
Vanaf de nieuwbouw in 1974 voer het schip voor North Sea Ferries. Het zusterschip Norland voer onder Engelse vlag en was eigendom van North Sea Ferries (UK), een dochteronderneming van P&O. De Norstar was eigendom van Noordzee Veerdiensten BV - een dochteronderneming van de Rotterdamse rederij Nedlloyd.

De twee schepen onderhielden de dagelijkse nachtdienst Rotterdam-Hull v.v. De overtocht duurde ongeveer twaalf uur: vertrek uit de havens was rond 18.00 uur en ontscheping vond plaats rond 8.00 uur lokale tijd.
De ferry-terminal in Hull was in het King George V Dock, wat betekende dat de schepen door de sluis moesten. De Norstar en Norland waren zodanig ontworpen dat ze nog juist door de sluizen pasten.

## Dienst Zeebrugge-Hull
Rond 1987 werden op het traject Rotterdam-Hull twee geheel nieuwe schepen in de vaart genomen: de Norsea en de Norsun. Ook deze nieuwe schepen konden maar maximaal 25.35m breed zijn om door de sluis te kunnen.
De Norstar en Norland gingen de twee kleinere veerboten van Zeeburgge-Hull vervangen, maar beide schepen werden eerst 20 meter verlengd. De oude schepen van de Zeebrugge-route waren voor de komst van de Norstar/Norland ooit de veerboten op de dienst Rotterdam-Hull. Ook de dienst op Zeebrugge is een dagelijkse nachtvaart: er is één afvaart per 24 uur en die is rond 18.00 uur en de aankomst aan de overkant is in de vroege ochtend.
In 1994 werd de oude joint venture tussen Nedlloyd en P&O opgeheven. Beide schepen gingen in eigendom over naar P&O Ferries. De Rotterdamse rederij Nedlloyd was gefuseerd met de vracht-tak van P&O en ging verder als P&O Nedlloyd (inmiddels overgenomen door Maersk).

## Verkoop aan Italië
In 2001 werden twee nieuwe schepen aangeschaft voor de route Rotterdam-Hull. Deze schepen passen niet meer door de sluis en leggen daarom aan de reeds in gebruik  zijnde terminal voor het vrachtvervoer in de zeehaven. Nu schoven de Norsea en Norsun (net als hun voorgangers) door naar de route Zeebrugge-Hull. Daardoor werden de Norland en Norstar overbodig en gingen over in handen van de Italiaanse rederij SNAV en voeren op de route tussen Napels en Palermo
In 2010 zijn de schepen verkocht aan India voor de sloop.